# George Washington Revolutionaries

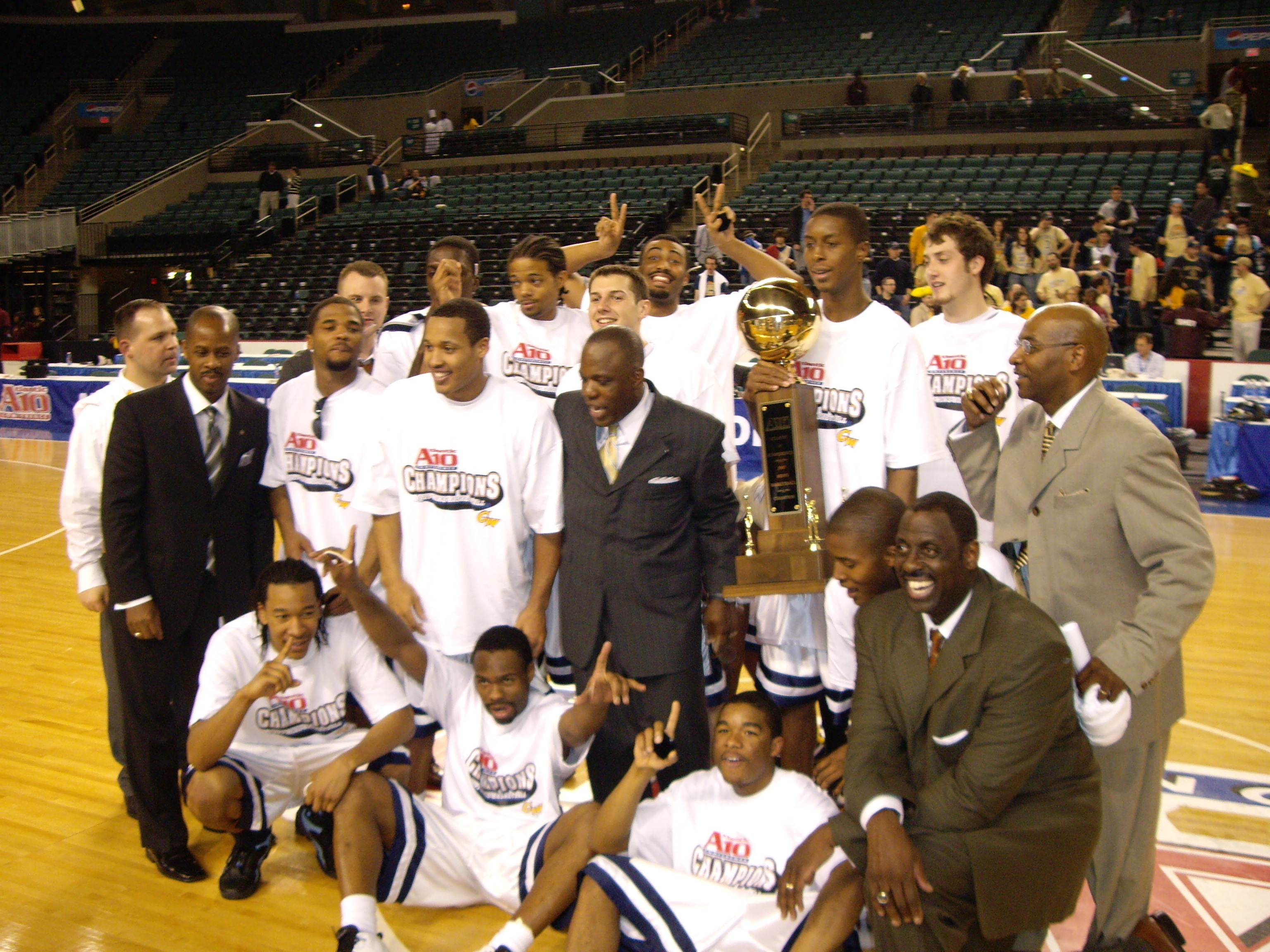
Los Colonials, celebrando el título de baloncesto de 2007 de la A-10

George Washington Revolutionaries (español: Revolucionarios de George Washington), históricamente George Washington Colonials (Colonos de George Washington) es el equipo deportivo de la Universidad George Washington, situada en el barrio de Foggy Bottom en Washington D. C. Los equipos de los Revolutionaries participan en las competiciones universitarias organizadas por la NCAA, y forman parte de la Atlantic 10 Conference.
El 24 de mayo de 2023, la universidad anunció que cambiaría su apodo de Colonials a Revolutionaries, a partir del año académico 2023-24.

## Programa deportivo
Los Revolutionaries participan en las siguientes modalidades deportivas:
| - Masculino - Béisbol - Baloncesto - Cross - Fútbol - Tenis - Golf - Remo - Natación y Saltos de trampolín - Squash - Waterpolo | - Femenino - Lacrosse - Baloncesto - Cross - Fútbol - Tenis - Golf - Remo - Natación y Saltos de trampolín - Squash - Waterpolo - Softball - Voleibol |

### Baloncesto
El mayor logro de los Revolutionaries en baloncesto lo consiguieron en 1993 al acceder al Sweet 16 (octavos de final) del Torneo de la NCAA, cayendo derrotados por Michigan Wolverines, a la larga finalista del torneo. Un total de 10 jugadores de George Washington han llegado a la NBA, destacando entre ellos Walter Szczerbiak, padre del actual jugador Wally Szczerbiak y que triunfaría en el equipo español del Real Madrid, Gene Guarilia, que ganó cuatro títulos de la NBA con los Boston Celtics, el internacional por Gran Bretaña Pops Mensah-Bonsu o Mike Hall, ala-pívot que ha jugado en varias ligas europeas y en la NBA.